# Deszczomierz

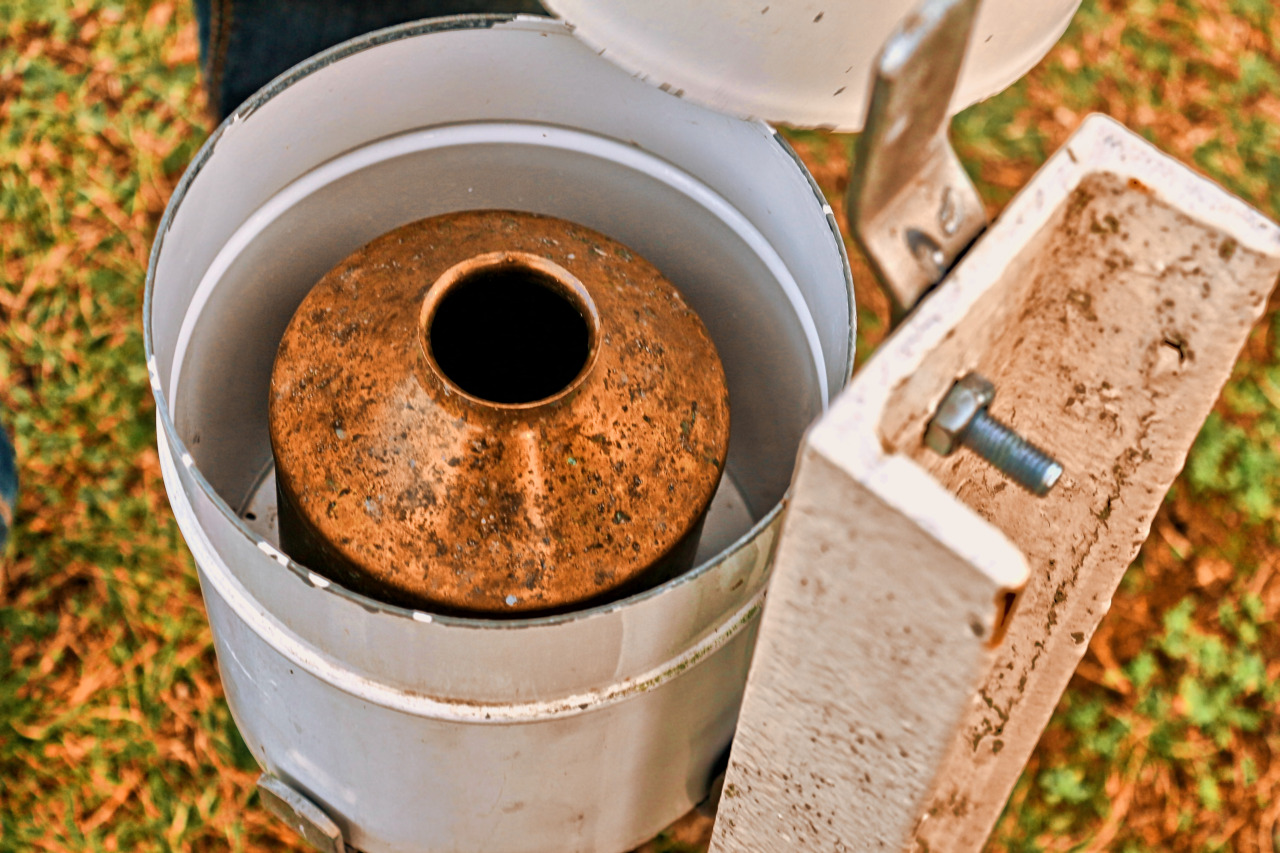
Deszczomierz w stacji hydrologicznej

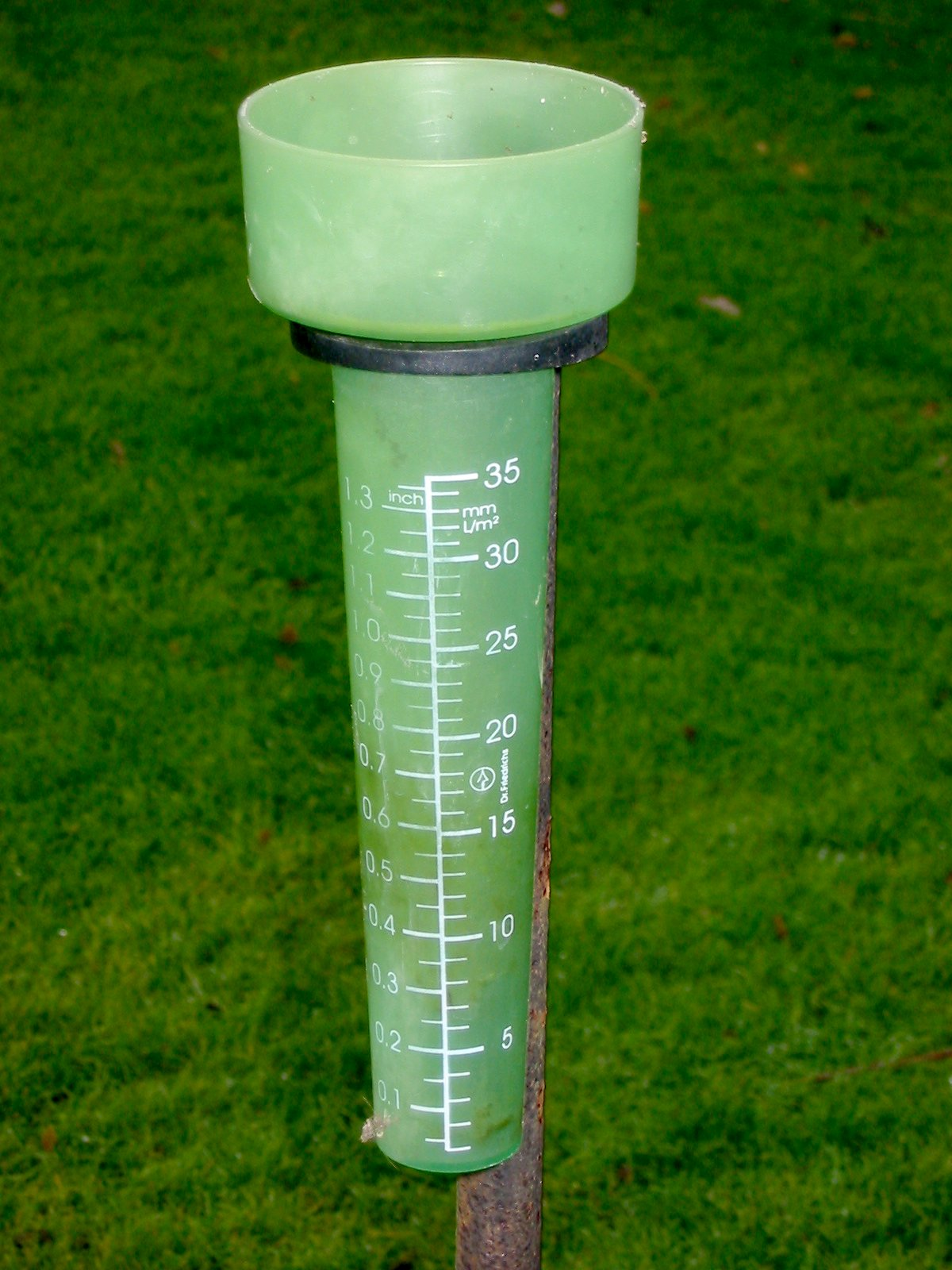
Prosty deszczomierz

Deszczomierz (ombrometr, pluwiometr) – przyrząd do pomiaru ilości opadów atmosferycznych.
Najpowszechniej używane deszczomierze Hellmanna są naczyniami o ostrych krawędziach, znanej powierzchni górnego otworu (np. w Polsce stosuje się deszczomierze o powierzchni recepcyjnej/zbierającej = 200 cm²), umieszczanymi na wysokości 1 m nad gruntem w przypadku gdy przyrząd jest ustawiony do wysokości 500 m n.p.m. i 1,5 m na wysokości powyżej 500 m n.p.m. Zebraną w naczyniu wodę opadową zlewa się do menzurki wyskalowanej odpowiednio do powierzchni recepcyjnej i mierzy jej objętość, przynajmniej raz na dobę. Do automatycznych pomiarów ciągłych służą pluwiografy rejestrujące ilość, czas trwania i natężenie opadów na pasku umieszczonym na bębnie zegarowym; do zdalnego przekazywania wyników służą telepluwiografy. Obecnie wprowadzane deszczomierze automatyczne dokonują pomiaru wysokości opadu (przykładowo co 0,1 mm) i zapisują tę informację w pamięci elektronicznej, a następnie przekazują je do centrów zbierania danych.
Przypuszcza się, że jest to najstarszy przyrząd pomiarowy w meteorologii. Według chińskich kronik opady były mierzone już w czasach starożytnych.

## Typy
- Deszczomierz standardowy
- Deszczomierz korytkowy
- Deszczomierz optyczny
- Deszczomierz akustyczny
- Deszczomierz wagowy